# LPD-824
LPD-824（N-吡咯烷基甲麦角新碱，N-Pyrrolidyllysergamide）是一种含氮有机化合物，化学式C20H23N3O，属于麦角酰胺（LSA）衍生物，与麥角酸二乙酰胺（LSD）相比，其致幻剂效果较弱。